# حقوق الإنسان في رواندا
حقوق الإنسان في رواندا تعرضت لانتهاكات واسعة النطاق. إن أكبر هذه الانتهاكات هو الإبادة الجماعية للتوتسي في رواندا عام 1994. وتتحمل الحكومة التي تولت السلطة بعد الإبادة الجماعية أيضًا مسؤولية الانتهاكات الجسيمة لحقوق الإنسان.

## قبل الإبادة الجماعية
مع انتشار أفكار إنهاء الاستعمار في مختلف أنحاء أفريقيا، نشأ حزب التوتسي وحزب الهوتو. وقد أصبح كلاهما عسكريين، وفي عام 1959، حاول التوتسي اغتيال غريغوار كاييباندا، زعيم حزب بارميهوتو. أدى هذا إلى رياح الدمار التي عرفت باسم "الثورة الاجتماعية" في رواندا، وهي أعمال عنف اندلعت بين الهوتو والتوتسي، مما أسفر عن مقتل ما بين عشرين إلى مائة ألف من التوتسي وإجبار المزيد منهم على النزوح إلى المنفى.
بعد انسحاب بلجيكا من أفريقيا في عام 1962، انفصلت رواندا عن رواندا-أوروندي عن طريق الاستفتاء، والذي أدى أيضًا إلى القضاء على الملكية التوتسية، الموامي. في عام 1963، قتلت حكومة الهوتو 14 ألفًا من التوتسي، بعد أن هاجمت مجموعات حرب العصابات التوتسية رواندا من بوروندي. أبقت الحكومة على بطاقات الهوية العرقية الإلزامية، وحددت أعداد التوتسي في الجامعات والخدمة المدنية.

## الإبادة الجماعية ضد التوتسي عام 1994
خلال الإبادة الجماعية ضد التوتسي في عام 1994، تم ذبح حوالي 800 ألف شخص من التوتسي.

## قضايا حقوق الإنسان بعد الإبادة الجماعية
وقد ارتكبت الحكومات اللاحقة، بما في ذلك الحكومة الحالية بقيادة الرئيس بول كاغامي ، انتهاكات جسيمة لحقوق الإنسان.
في 22 أبريل 1995، قتل الجيش الوطني الرواندي أكثر من 4000 شخص في مذبحة كيبيهو.
في سبتمبر 1996، غزت رواندا زائير، مما أدى إلى اندلاع حرب الكونغو الأولى . كانت الأهداف المباشرة للغزو هي معسكرات اللاجئين الهوتو الكبيرة الواقعة مباشرة عبر الحدود في محيط غوما وبوكافو، والتي تم تنظيمها تحت قيادة النظام السابق. طارد الجيش الرواندي اللاجئين في مطاردة ساخنة في جميع أنحاء زائير، بينما ساعد في تنصيب تحالف القوى الديمقراطية لتحرير الكونغو (AFDL) في السلطة في كينشاسا . قدر المؤرخ جيرارد برونييه عدد القتلى بين اللاجئين الفارين بما يتراوح بين 213 ألفًا و280 ألفًا.
في عام 2010، أصدرت الأمم المتحدة تقريراً يحقق في 617 حادثة عنف مزعومة وقعت في جمهورية الكونغو الديمقراطية بين مارس/آذار 1993 ويونيو/حزيران 2003.  وأفادت أن "الهجمات المنهجية الواسعة النطاق التي ورد وصفها في هذا التقرير تكشف عن عدد من العناصر التجريمية التي يمكن وصفها، إذا ثبتت أمام محكمة مختصة، بأنها جرائم إبادة جماعية" ضد الهوتو. وقد رفضت الحكومة الرواندية هذا التقرير رفضًا قاطعًا. 
في ديسمبر 1996، أطلقت الحكومة الرواندية برنامجًا لتهجير السكان قسرًا بهدف تركيز سكان الريف بالكامل في قرى تُعرف باسم إيميدوجودو ، مما أدى إلى انتهاكات لحقوق الإنسان لعشرات الآلاف من الروانديين، وفقًا لمنظمة هيومن رايتس ووتش.
وبحسب تقرير صادر عن منظمة العفو الدولية ، فإن آلاف الروانديين "اختفوا" أو قُتلوا على أيدي أفراد من قوات الأمن الحكومية وجماعات المعارضة المسلحة في الفترة ما بين ديسمبر 1997 ومايو 1998. ووقعت معظم عمليات القتل في محافظتي جيسيني وروهنجيري في شمال غرب رواندا حيث كان هناك تمرد مسلح. وكتبت منظمة العفو الدولية أن "الآلاف من المدنيين العزل أعدموا خارج نطاق القضاء على يد جنود جيش رواندا الوطني في سياق عمليات البحث العسكرية في الشمال الغربي".
عندما زار كاغامي واشنطن في أوائل عام 2001، انتقدت منظمة هيومن رايتس ووتش رواندا بسبب تورطها في حرب الكونغو الثانية التي قُتل فيها "ما يصل إلى 1.7 مليون" مدني.
وفيما يتعلق بحقوق الإنسان في ظل حكومة الرئيس بول كاغامي، اتهمت منظمة هيومن رايتس ووتش في عام 2007 الشرطة الرواندية بارتكاب عدة حالات قتل خارج نطاق القضاء ووفيات أثناء الاحتجاز.   وفي يونيو/حزيران 2006، وصف الاتحاد الدولي لحقوق الإنسان ومنظمة هيومن رايتس ووتش ما أسمياه "الانتهاكات الخطيرة للقانون الإنساني الدولي التي ارتكبها الجيش الوطني الرواندي". 
وفقًا لمجلة الإيكونوميست في عام 2008، فإن كاغامي "يسمح بمساحة سياسية وحرية صحافة أقل في الداخل مقارنة بما يفعله روبرت موغابي في زيمبابوي "، و"أي شخص يشكل أدنى تهديد سياسي للنظام يتم التعامل معه بلا رحمة". 
واتهم كاغامي باستغلال ذكريات الإبادة الجماعية لإسكات معارضيه. في عام 2009، زعمت منظمة هيومن رايتس ووتش أن حكومة كاغامي، تحت ذريعة الحفاظ على الانسجام العرقي، تظهر "عدم تسامح واضح مع أبسط أشكال المعارضة". كما زعمت أن القوانين التي تم سنها في عام 2009 والتي تحظر "أيديولوجية الإبادة الجماعية" تُستخدم بشكل متكرر لإسكات المعارضة قانونيًا. في عام 2010، وعلى نفس المنوال، زعمت مجلة الإيكونوميست أن كاغامي يتهم معارضيه بشكل متكرر بـ "الانقسام" أو إثارة الكراهية العنصرية.  وفي عام 2011، أشارت منظمة فريدوم هاوس إلى أن الحكومة تبرر القيود المفروضة على الحريات المدنية باعتبارها إجراء ضروري لمنع العنف العرقي. إن هذه القيود شديدة للغاية لدرجة أن حتى المناقشات العادية حول العرق قد تؤدي إلى الاعتقال بتهمة الانقسام.
في عام 2006، وصفت حكومة الولايات المتحدة سجل حكومة كاغامي في مجال حقوق الإنسان بأنه "متوسط"، مشيرة إلى "اختفاء" المعارضين السياسيين، فضلاً عن الاعتقالات التعسفية وأعمال العنف والتعذيب والقتل التي ارتكبتها الشرطة. وقد أدرجت السلطات الأمريكية مشاكل حقوق الإنسان بما في ذلك وجود السجناء السياسيين والحرية المحدودة للصحافة وحرية التجمع وحرية الدين.
صنفت منظمة مراسلون بلا حدود رواندا في المرتبة 147 من بين 169 دولة فيما يتعلق بحرية الصحافة في عام 2007، وأفادت بأن "الصحفيين الروانديين يعانون من العداء الدائم من جانب حكومتهم والمراقبة من قبل أجهزة الأمن". واستشهدت بحالات تعرض فيها صحفيون للتهديد والمضايقة والاعتقال بسبب انتقادهم للحكومة. وبحسب منظمة مراسلون بلا حدود، فإن "الرئيس بول كاغامي وحكومته لم يقبلا قط أن يتم ضمان الحرية الحقيقية للصحافة". 
وفي عام 2010، تراجعت رواندا إلى المرتبة 169 من بين 178 دولة، ودخلت قائمة البلدان العشرة الأدنى تصنيفاً في العالم من حيث حرية الصحافة. وذكرت منظمة مراسلون بلا حدود أن "رواندا واليمن وسوريا انضمت إلى بورما وكوريا الشمالية باعتبارها الدول الأكثر قمعاً للصحفيين في العالم"،  وأضافت أن "هذا الانخفاض في رواندا، التي تحتل المرتبة الثالثة بين الدول الأفريقية، كان بسبب تعليق عمل وسائل الإعلام المستقلة الرئيسية، ومناخ الرعب المحيط بالانتخابات الرئاسية، ومقتل نائب رئيس تحرير صحيفة أوموفوجيزي ، جان ليونارد روغامباج ، في كيغالي. وبنسب مماثلة تقريباً لتلك التي في الصومال، تفرغ رواندا نفسها من صحفييها، الذين يفرون من البلاد بسبب خوفهم من القمع". 
في ديسمبر/كانون الأول 2008، زعم مشروع تقرير أعدته الأمم المتحدة ، لتقديمه إلى لجنة العقوبات التابعة لمجلس الأمن التابع للأمم المتحدة، أن رواندا تحت قيادة كاغامي كانت تزود المتمردين التوتسي في شمال كيفو بأطفال جنود، في سياق الصراع في شمال كيفو في عام 2008. وزعم التقرير أيضًا أن رواندا كانت تزود الجنرال لوران نكوندا "بالمعدات العسكرية، واستخدام البنوك الرواندية، والسماح للمتمردين بشن هجمات من الأراضي الرواندية على الجيش الكونغولي.
في يوليو/تموز 2009، أصدرت مبادرة الكومنولث لحقوق الإنسان تقريراً ينتقد وضع حقوق الإنسان في رواندا. وسلطت الضوء على "الافتقار إلى الحرية السياسية ومضايقة الصحفيين". وحثت الحكومة الرواندية على سن التشريعات التي تسمح بحرية المعلومات و"السماح بوجود معارضة في الانتخابات المقبلة".  كما سلطت الضوء على الانتهاكات التي ارتكبتها القوات الرواندية في جمهورية الكونغو الديمقراطية، ووصفت الوضع العام لحقوق الإنسان في رواندا بأنه "سيئ للغاية: "ويتضمن التقرير تفاصيل عن بلد يتم فيه تقويض الديمقراطية وحرية التعبير والصحافة وحقوق الإنسان أو انتهاكها بعنف، وبلد تفشل المحاكم فيه في تلبية المعايير الدولية، وبلد غزت جارتها جمهورية الكونغو الديمقراطية أربع مرات منذ عام 1994، ذكر التقرير أن الرقابة سائدة، وأن الحكومة لديها سجل في إغلاق وسائل الإعلام المستقلة ومضايقة الصحفيين. وخلصت إلى أن دستور رواندا يستخدم "كواجهة" لإخفاء "الطبيعة القمعية للنظام" وتدعم الادعاءات بأن رواندا هي في الأساس "جيش له دولة".

#### 2010 وما بعده
وفي الفترة التي سبقت الانتخابات الرئاسية عام 2010 ، طالبت الأمم المتحدة "بإجراء تحقيق كامل في مزاعم القتل بدوافع سياسية لشخصيات من المعارضة". تم العثور على أندريه كاجوا رويسريكا ، رئيس حزب الخضر الديمقراطي الرواندي ، مقطوع الرأس. "تم إطلاق النار على محامٍ شارك في محاكمات الإبادة الجماعية في محكمة الأمم المتحدة". كانت هناك محاولة قتل كايومبا نيامواسا، "الجنرال الرواندي الكبير السابق الذي اختلف مع كاغامي". وقد قُتل الصحفي جان ليونارد روغامباج، الذي كان يحقق في محاولة القتل تلك،
في عام 2011، انتقدت منظمة العفو الدولية استمرار احتجاز وزير النقل السابق وحليف بيزيمونغو تشارلز نتاكيروتينكا، الذي قضى سبع سنوات من أصل عقوبة مدتها عشر سنوات في سجن كيغالي المركزي. وصفته منظمة العفو الدولية بأنه سجين رأي ووصفته بأنه "قضية ذات أولوية" في عام 2011.
في أكتوبر/تشرين الأول 2012، تم العثور على جثة ثيوجين توراتسينزي، وهو رجل أعمال رواندي يعيش في موزمبيق، والذي كان يعتقد أنه "كان لديه إمكانية الوصول إلى معلومات مالية حساسة سياسيا تتعلق ببعض المسؤولين في الحكومة الرواندية"، مقيدة وطافية في البحر. أشارت الشرطة في موزمبيق في البداية إلى تورط الحكومة الرواندية في عملية القتل قبل الاتصال بالحكومة وتغيير وصفها للجريمة إلى جريمة عادية. أدان المسؤولون الحكوميون الروانديون القتل علنًا ونفوا تورطهم". ربطت وسائل الإعلام الأجنبية بين جريمة القتل وجرائم قتل العديد من المنتقدين البارزين للحكومة الرواندية على مدار العامين السابقين.
لتحسين صورة سجلها في مجال حقوق الإنسان، تعاقدت الحكومة الرواندية في عام 2009 مع شركة العلاقات العامة الأميركية، ريس بوينت جروب، التي عملت على تحسين صورة القذافي في ليبيا، وتونس، وأنغولا، وغينيا الاستوائية، وإثيوبيا، والسنغال. قامت شركة BTP الاستشارية، وهي شركة بريطانية، بإنشاء موقع على شبكة الإنترنت لمهاجمة المنتقدين. نص اتفاق ريس بوينت مع الحكومة على أنها سوف "تغمر" الإنترنت ووسائل الإعلام بقصص إيجابية عن رواندا.
في عام 2020، تم خداع الناقد للنظام بول روسيساباجينا، الذي فر من البلاد وأصبح مواطنًا بلجيكيًا، ليصعد على متن رحلة خاصة إلى رواندا، وتم اعتقاله، وفي العام التالي حُكم عليه بالسجن لمدة 25 عامًا بتهم وصفها دعاة حقوق الإنسان بأنها ذات دوافع سياسية.

## منتقدو الحكومة الرواندية ماتوا أو اختفوا
- 1995: اختفاء الصحفي ماناس موغابو في كيغالي؛ لم أر مرة أخرى.[37]
- 1996: مقتل العقيد في الجبهة الوطنية الرواندية والنائب السابق تيونيست ليزيندي ورجل الأعمال أوغستين بوجيريمفورا بالرصاص في نيروبي.[38]
- 1998: اختفى الصحفي إيمانويل مونيمنزي من كيغالي؛ تم العثور على جثته في المدينة ولكن لم يتم إعادتها إلى أسرته.[37]
- 1998: اغتيال وزير الداخلية الأول بعد الإبادة الجماعية سيث سينداشونجا بالرصاص في نيروبي. وقد جرت محاولة سابقة لاغتياله في عام 1996.[38][39]
- 2000: مقتل أول مستشار للرئيس باستور بيزيمونغو، أسيل كابيرا، بالرصاص في كيغالي.[37]
- 2003: اختفى الضابط السابق في الجبهة الوطنية الرواندية ورئيس القضاة أوغستين سييزا والقاضي إليزار رونياروكا من كيغالي؛ لم أر مرة أخرى.[37]
- 2003: اختفى النائب المعارض ليونارد هيتيمانا من كيغالي ولم يظهر مرة أخرى.[37]
- 2010: إطلاق النار على الضابط السابق في الجبهة الوطنية الرواندية فوستين كايومباس نيامواسا وإصابةه في جوهانسبرغ.[37]
- 2010: مقتل الصحفي جان ليونارد روغامباج بالرصاص في كيغالي.[37]
- 2010: نجا المراسل دومينيك ماكيلي من الاختطاف في كمبالا.[37]
- 2010: تم العثور على أندريه كاجوا رويسريكا ، نائب زعيم الحزب الأخضر الديمقراطي ، مقطوع الرأس.[30]
- 2011: قُتِل تشارلز إنجابير، وهو صحفي و"ناقد صريح للحكومة الرواندية"، بالرصاص في كامبالا.[40]
- 2014: تم العثور على باتريك كاريجيا، رئيس جهاز الاستخبارات الخارجية السابق ومؤيد المعارضة، مخنوقًا في فندق في جوهانسبرغ.[41]
- 2020: توفي كيزيتو ميهيجو، كاتب الأغاني الذي أصبح غير مرغوب فيه من قبل النظام بعد أغنية صدرت في عام 2014، في زنزانة الشرطة بعد أيام من اعتقاله.[42]

## انتقادات دولية
في 26 يوليو/تموز 2022، أثار رئيس لجنة العلاقات الخارجية بمجلس الشيوخ الأمريكي مخاوف بشأن سجل الحكومة الرواندية في مجال حقوق الإنسان ودورها في الصراع في جمهورية الكونغو الديمقراطية. في رسالة إلى وزير الخارجية الأمريكي أنتوني بلينكين ، دعا السيناتور روبرت مينينديز إلى مراجعة شاملة للسياسة الأمريكية تجاه رواندا.